# Exist Trace
Exist Trace este o trupă de muzică metal din Tokyo, formată în anul 2003. Formația este alături de An Cafe și  de alte trupe  pe scena Visual kei.

## Membri
- Jyou-Voce
- Omi-Chitară
- Miko-Chitară
- Naoto-Chitară bas
- Mally-baterie